# Орора (Іллінойс)
Орора (англ. Aurora) — місто (англ. city) в США, в округах Дюпаж, Кейн і Кендалл штату Іллінойс. Населення — 180 542 особи (2020).
Неофіційно з 1908 року має назву «Місто Вогнів», оскільки місто є одним із перших у США, яке ще 1881 року отримало повну електричну систему вуличного освітлення.

## Географія
.

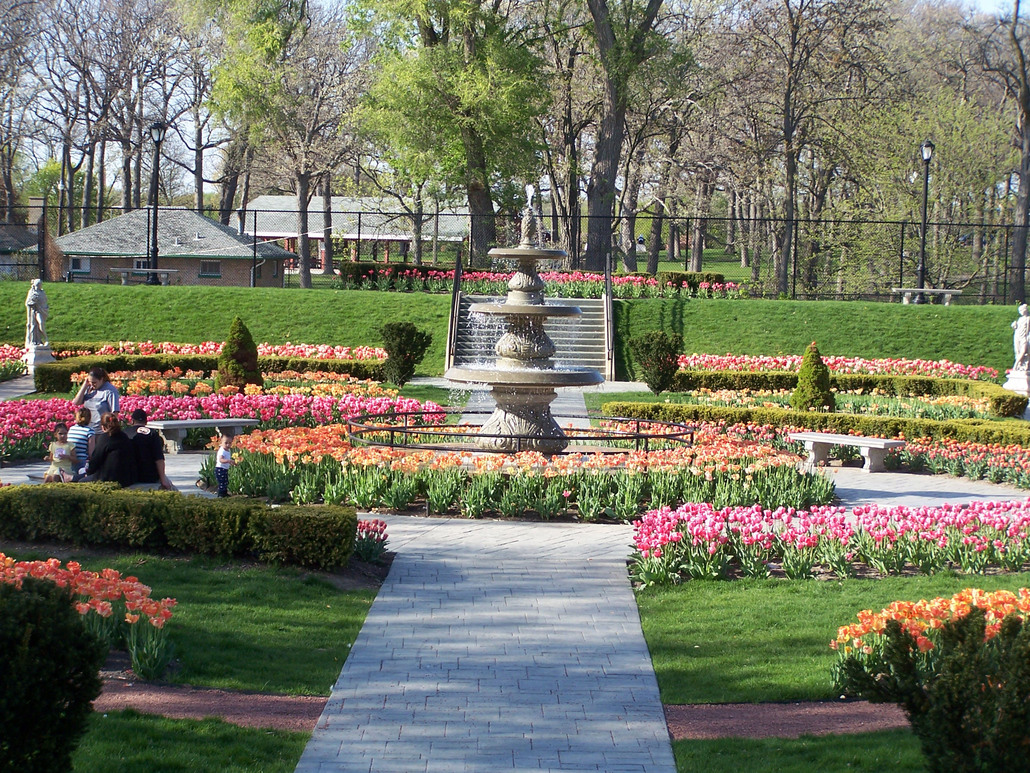
Один з парків міста

Орора розташована за координатами 41°45′48″ пн. ш. 88°17′24″ зх. д. / 41.76333° пн. ш. 88.29000° зх. д. (41.763455, -88.290099). За даними Бюро перепису населення США в 2010 році місто мало площу 118,61 км², з яких 116,38 км² — суходіл та 2,22 км² — водойми.

### Клімат
| Клімат : Орора                     | Клімат : Орора | Клімат : Орора | Клімат : Орора | Клімат : Орора | Клімат : Орора | Клімат : Орора | Клімат : Орора | Клімат : Орора | Клімат : Орора | Клімат : Орора | Клімат : Орора | Клімат : Орора | Клімат : Орора |
| Показник                           | Січ.           | Лют.           | Бер.           | Квіт.          | Трав.          | Черв.          | Лип.           | Серп.          | Вер.           | Жовт.          | Лист.          | Груд.          | Рік            |
| Абсолютний максимум, °C            | 18,9           | 22,2           | 28,3           | 33,3           | 40,0           | 41,1           | 43,9           | 40,6           | 39,4           | 32,2           | 27,2           | 20,6           | 43,9           |
| Середній максимум, °C              | −0,9           | 1,7            | 8,2            | 15,6           | 21,6           | 26,8           | 28,8           | 27,6           | 23,9           | 16,8           | 8,7            | 1,0            | 15,0           |
| Середній мінімум, °C               | −8,9           | −6,7           | −1,3           | 4,6            | 10,1           | 15,6           | 18,2           | 17,4           | 12,7           | 6,0            | 0,3            | −6,6           | 5,2            |
| Абсолютний мінімум, °C             | −35            | −31,7          | −26,1          | −13,3          | −6,1           | 1,1            | 4,4            | 2,8            | −3,9           | −11,7          | −23,9          | −31,7          | −35            |
| Норма опадів, мм                   | 43             | 44             | 60             | 92             | 102            | 107            | 99             | 103            | 91             | 78             | 82             | 56             | 957            |
| Днів з опадами                     | 9,7            | 7,8            | 10,4           | 11,8           | 11,2           | 10,2           | 9,3            | 10,0           | 8,9            | 8,9            | 10,2           | 10,7           | 119,1          |
| Днів зі снігом                     | 6,7            | 4,5            | 2,1            | 0,4            | 0              | 0              | 0              | 0              | 0              | 0,1            | 1,2            | 4,9            | 19,9           |
| ---------------------------------- | -------------- | -------------- | -------------- | -------------- | -------------- | -------------- | -------------- | -------------- | -------------- | -------------- | -------------- | -------------- | -------------- |
| Джерело: NOAA (normals, 1981–2010) |                |                |                |                |                |                |                |                |                |                |                |                |                |

## Історія
До прибуття європейців тут розташовувалося індіанське поселення.
У 1834 році брати МакКарті придбали землю біля річки Фокс, невдовзі збудували млин та господарські будівлі.
1837 році було відкрито поштове відділення та офіційно утворене поселення Орора. У дійсності, однак, Орора спочатку становила два поселення — Східна Орора, місто з 1845 року і Західна Орора, офіційно утворена на західній стороні річки 1854 року.
У 1857 році два міста офіційно об'єднані у єдиному місті Орора . Проте обидві сторони не змогли домовитися, на якій стороні річки повинні розміщуватися громадські будівлі, тому більшість громадських будівель були побудовані на Столп-Айленд посеред річки.
Зростання міста сприяло появі нових підприємств та притоку робітників. У 1856 році Чиказька, Берлінгтонська і Квінська залізниці заснували у місті локомотивне депо. У східній частині міста розташовувалися найбільші підприємства, які надавали робочі місця для багатьох поколінь європейських іммігрантів. Багато іммігрантів стікалися у міста, в основному з Великої Британії, Ірландії, країн Скандинавії, Люксембурга, Німеччини, Франції та Італії.
Орора стала головним економічним центром регіону Фокс Веллі. Поєднання цих трьох чинників — промисловості міста, значної річки, яка розділила місто і залізничного депо становило значну частину динаміки політичної, економічної і соціальної історії Аурори.
Соціально, місто було прогресивним у своєму ставленні до освіти, релігії, соціального забезпечення та жінок. Перший безкоштовний громадський шкільний округ у штаті Іллінойс був створений в 1851 році. Середня школа для дівчаток була відкрита 1855 року.
На початку 1970-х залізничні майстерні були закриті. Незабаром багато інших заводів та цілі промислові райони були перенесені або вийшли з бізнесу. 1980 року було кілька промислових районів, що працюють в місті, а рівень безробіття зріс до 16 %. Наприкінці 1970-на початку 1980-х відбувалося розширення міста у східному напрямі. У той час як це було фінансово вигідно для міста, це також сприяло і занепаду старої частини міста та обробної промисловості.
Наприкінці 1980-х кілька бізнес та індустріальних парків було створено на околиці міста. У 1993 році Голлівуд Казино було побудоване в центрі міста і це допомогло здійснити перші реконструкції центру міста за майже двадцять років. Наприкінці 1990-х, більший розвиток почалася у сільських районах та містах за межами Аурори.
З кінця 1990-х населення міста почало зростати. Реконструйовано центр міста, відбувається розвиток інших районів.

## Демографія
Згідно з переписом 2010 року, у місті мешкало 197 899 осіб у 62 564 домогосподарствах у складі 46 404 родин. Густота населення становила 1669 осіб/км². Було 67273 помешкання (567/км²).
Расовий склад населення:
| - 59,7 % — білих - 10,7 % — чорних або афроамериканців - 6,7 % — азіатів - 0,5 % — корінних американців - 19,1 % — осіб інших рас |

До двох чи більше рас належало 3,3 %. Частка іспаномовних становила 41,3 % від усіх жителів.
За віковим діапазоном населення розподілялося таким чином: 31,6 % — особи молодші 18 років, 61,9 % — особи у віці 18—64 років, 6,5 % — особи у віці 65 років та старші. Медіана віку мешканця становила 30,7 року. На 100 осіб жіночої статі у місті припадало 98,4 чоловіків; на 100 жінок у віці від 18 років та старших — 95,8 чоловіків також старших 18 років.
Середній дохід на одне домашнє господарство становив 84 358 доларів США (медіана — 63 090), а середній дохід на одну сім'ю — 91 344 долари (медіана — 71 174). Медіана доходів становила 49 400 доларів для чоловіків та 37 382 долари для жінок. За межею бідності перебувало 14,8 % осіб, у тому числі 21,2 % дітей у віці до 18 років та 8,3 % осіб у віці 65 років та старших.
Цивільне працевлаштоване населення становило 96 518 осіб. Основні галузі зайнятості: освіта, охорона здоров'я та соціальна допомога — 17,5 %, виробництво — 16,6 %, науковці, спеціалісти, менеджери — 14,6 %.

## Визначні місця
- Зоопарк;
- Музей науки;
- Пожежний музей

## Відомі особистості
- Джон Барроумен
- Стана Катіч

## Галерея
|                 |
| Статуя Вікторії |

|              |
| Столп Айленд |

|              |
| Столп Айленд |

|                            |
| Публічна бібліотека Аурори |

|                                              |
| Стара будівля пошти, сьогодні науковий музей |

|                                            |
| Деталь будинку з мотивами архітектури майя |